# 岸上康夫
岸上 康夫（きしがみ やすお、1908年（明治41年）9月22日 - 1990年（平成2年）4月6日）は、日本の裁判官。最高裁判所判事。京都府出身。

## 概要
小、中学を1年ずつ飛び級をして三高に進み、1930年（昭和5年）3月に京都帝国大学法科を卒業。1931年（昭和6年）12月に判事となり、大阪、神戸、東京地裁などに勤務。1952年（昭和27年）7月から6年2ヶ月、最高裁経理局長として老朽化したり戦災になった裁判所庁舎の復興に務めた。
その後、鹿児島地・家裁所長、最高裁事務次長、東京高裁判事、仙台高裁長官、東京高裁長官を歴任した。長官時代は「長官や所長の仕事は人事問題と会計、経理が中心。落ち着いて裁判ができるような環境をつくるという台所仕事」と話す。
1972年（昭和47年）11月28日に最高裁判事に就任。就任の時に「裁判官というのは別に抱負はない。しいて言えば、敏速、適正な裁判を心がけるとなる」と述べた。
1975年（昭和50年）5月20日に第一小法廷の裁判長として白鳥事件について再審開始の要件を緩和する決定を下す。
1978年（昭和53年）9月に定年退官した。